# Kruisherenkapel
De Kruisherenkapel is een rooms-katholieke kapel in de Nederlandse plaats Uden. De kapel is in 2001 aangewezen als rijksmonument.

## Geschiedenis
De eerste kruisheren vestigden zich in de 17e eeuw rond Uden. Zij waren na het Beleg van 's-Hertogenbosch uit die stad verdreven en vestigden zich daarop in het vrije Land van Ravenstein, waar Uden onder viel. Zij stichtten onder andere een Latijnse school, een klooster en kapel. Ze waren eveneens de stichters van het klooster Maria Refugie, dat later aan de birgittinessen van Coudewater werd verkocht. In 1712 bouwden ze een achthoekige kapel in Uden, waar volgens een legende een Lindeboom stond met daarin een Mariabeeld. Begin 20e eeuw werd een nieuw complex gebouwd, dat bestond uit het Kruisherenklooster en de Kruisherenkapel. Deze kapel werd gebouwd in de jaren 1904-1905 naar ontwerp van Caspar Franssen.

## Beschrijving
De in neogotische bouwstijl opgetrokken kapel heeft drie beuken, waarbij de bakstenen muren zijn voorzien van speklagen. Aan de voorzijde zijn twee torens aangebracht met een naaldspits. Boven de drie ingangen zijn frontalen aangebracht. Boven in de voorgevel zijn twee beelden aangebracht in een nis: een mariabeeld met daarboven een beeld van een baldakijn. Het middenschip heeft een zadeldak en de zijbeuken een lessenaarsdak. Het priesterkoor heeft een zevenzijdige sluiting, waarin ramen in lancetvensters zijn aangebracht. Het koor is voorzien van een straalgewelf en het schip van kruisribgewelven. Bij de zijbeuken zijn kleine apsissen aangebracht.
In de kapel was een 17e-eeuws orgel aanwezig, mogelijk van Conradus Ruprecht II. Deze is in 1871 vervangen door een Vollebregt-orgel van het Kruisherenklooster in Sint Agatha. Uiteindelijk werd na de Tweede Wereldoorlog de huidige orgel geplaatst, een orgel van de firma Verschueren.

## Galerij

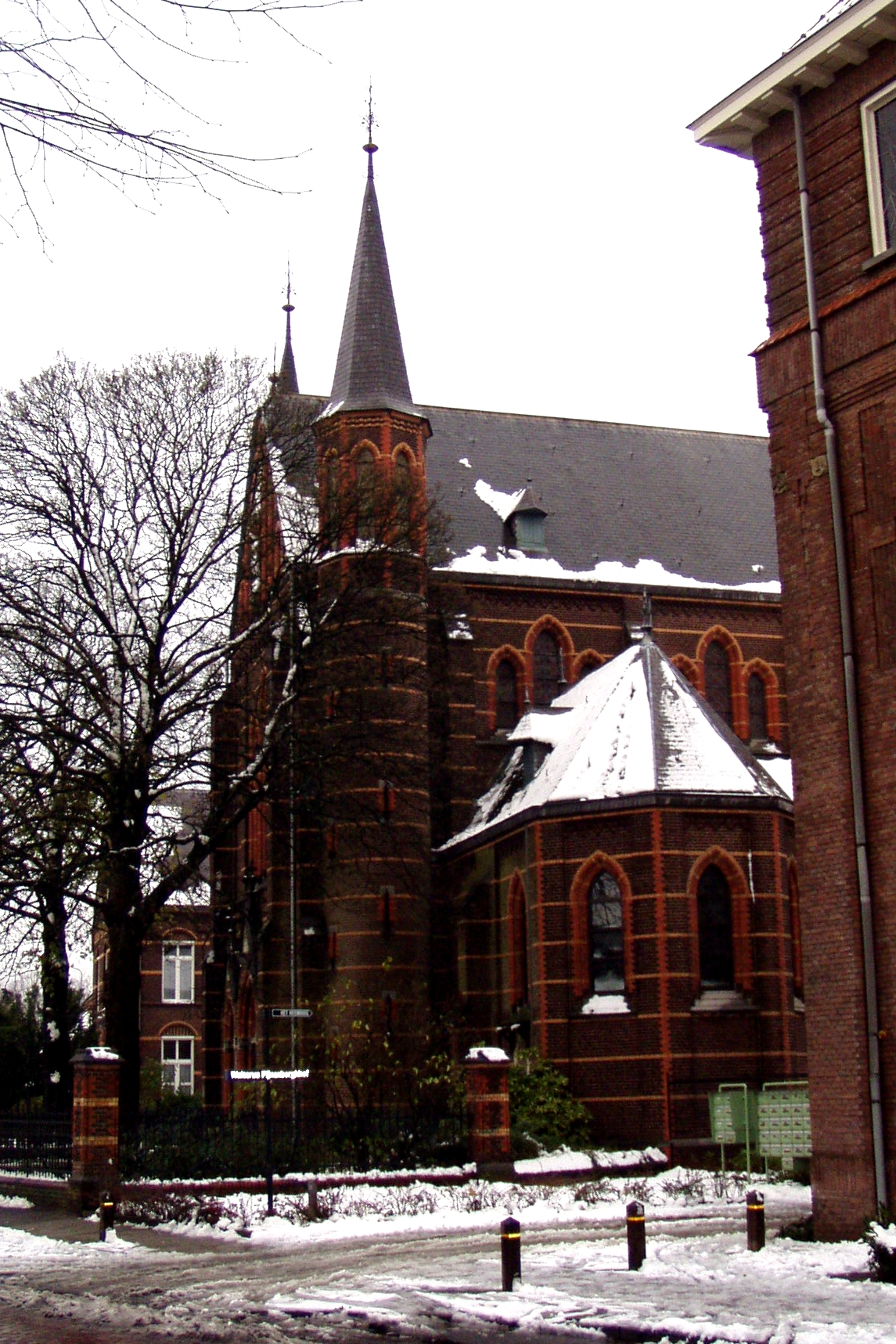
Voorzijde
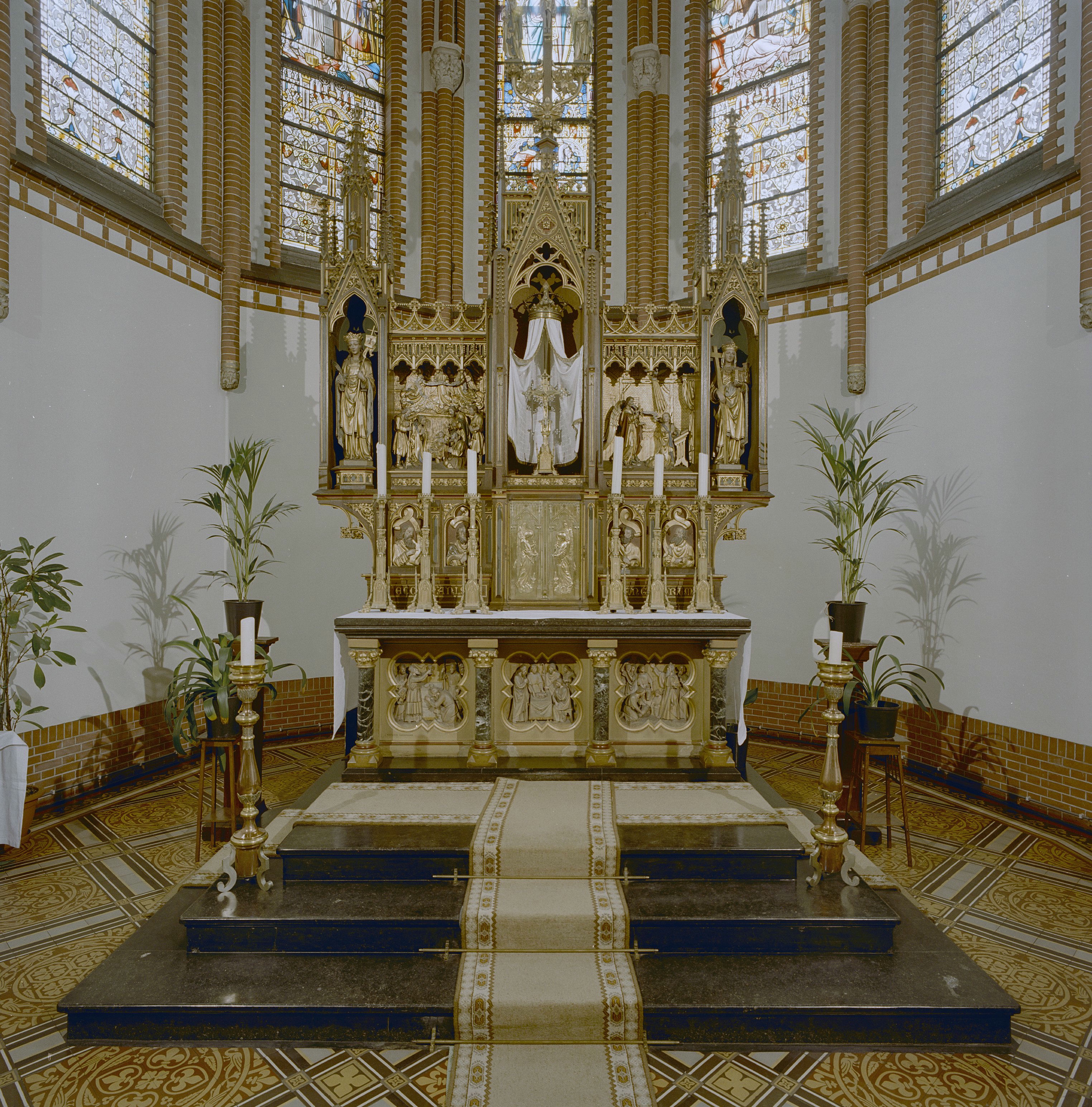
Hoogaltaar
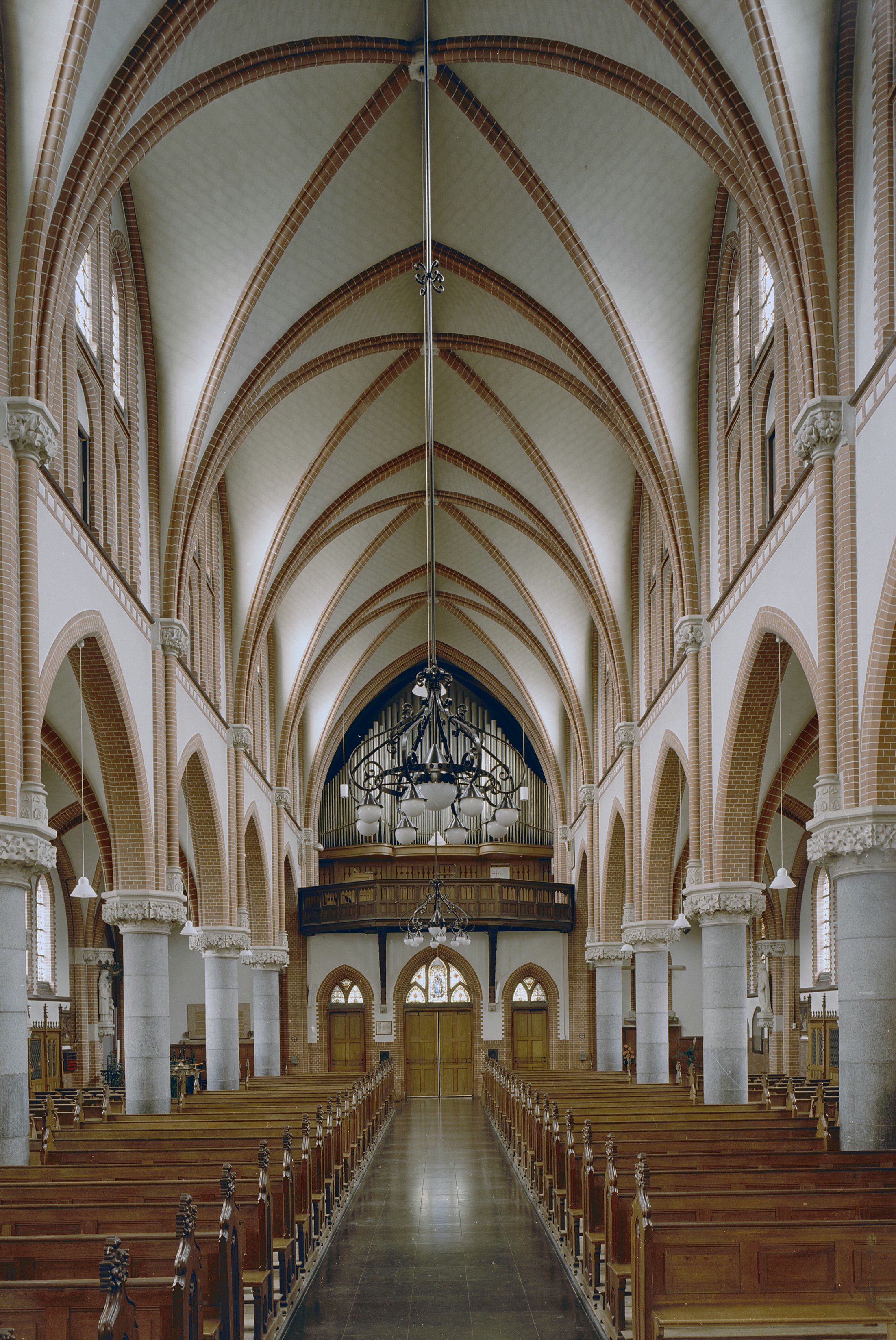
Interieur
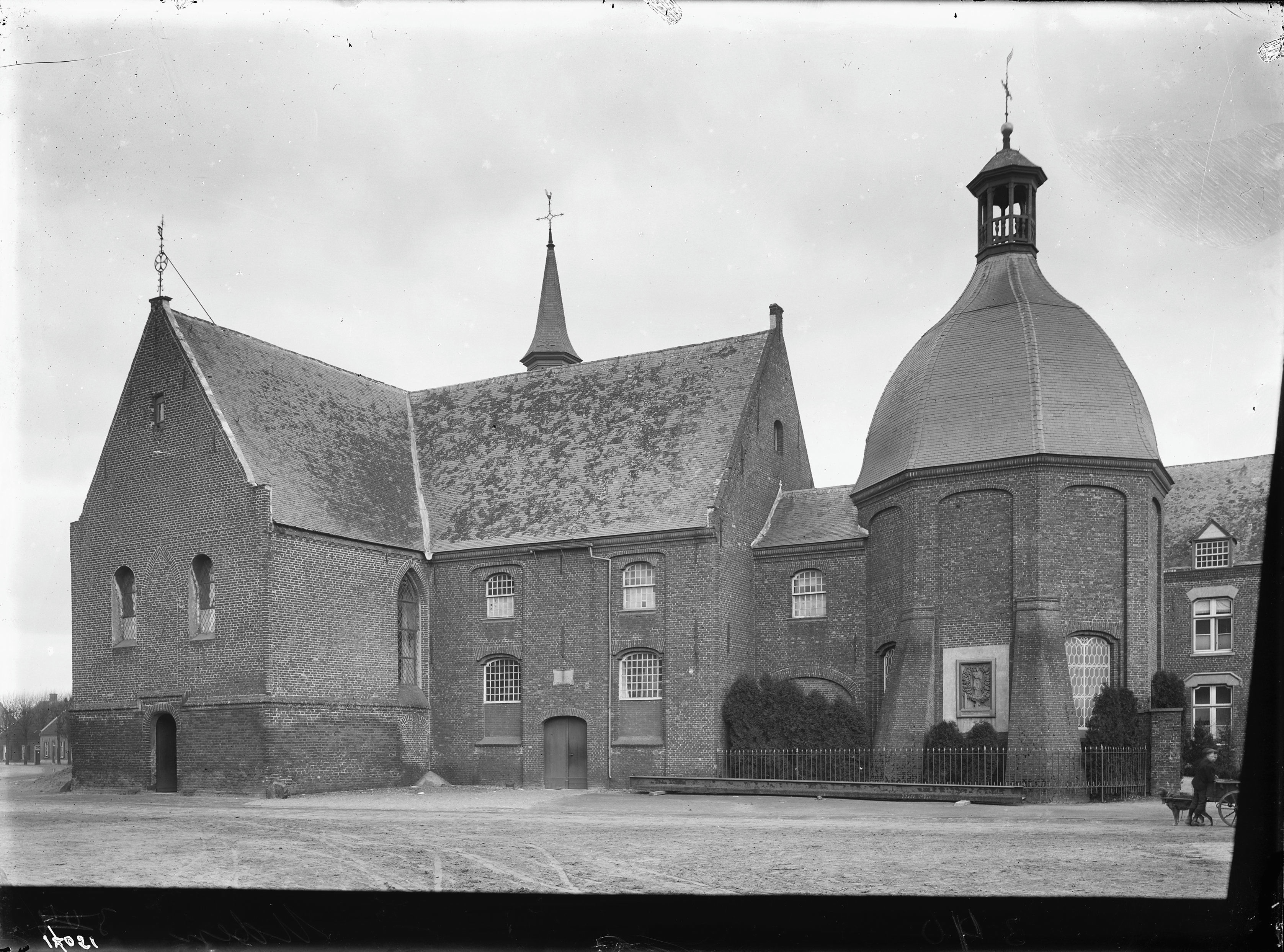
Voormalige kruisherenkapel, afgebroken in 1904-1905